# Chromosome 20 humain
Le chromosome 20 constitue l'une des 23 paires de chromosomes humains. C'est l'un des 22 autosomes.

## Caractéristiques du chromosome 20
- Nombre de paires de base : 62 435 964
- Nombre de gènes : 631
- Nombre de gènes connus : 592
- Nombre de pseudo gènes : 180
- Nombre de variations des nucléotides (S.N.P ou single nucleotide polymorphisme) : 269 648

## Anomalies chromosomiques décrites au niveau du chromosome 20
Le chromosome 20 peut se trouver impliqué dans une anomalie chromosomique rare, appelée chromosome 20 en anneau ou r(20), dans laquelle les deux extrémités du chromosome fusionnent pour former un anneau. Le syndrome découlant de cette anomalie se caractérise principalement par des crises d'épilepsie importantes.

## Maladies localisées sur le chromosome 20
- La nomenclature utilisée pour localiser un gène est décrite dans l'article de celui-ci
- Les maladies en rapport avec des anomalies génétiques localisées sur le chromosome 20 sont :

| Maladies localisées sur le chromosome 20                               | Maladies localisées sur le chromosome 20 | Maladies localisées sur le chromosome 20 | Maladies localisées sur le chromosome 20 | Maladies localisées sur le chromosome 20 | Maladies localisées sur le chromosome 20 |
| ---------------------------------------------------------------------- | ---------------------------------------- | ---------------------------------------- | ---------------------------------------- | ---------------------------------------- | ---------------------------------------- |
| Pathologie                                                             | Transmission                             | O.M.I.M                                  | Locus                                    | Gène                                     | Protéine codée par le gène               |
| Bras long                                                              |                                          |                                          |                                          |                                          |                                          |
| Maladie de Hirschsprung                                                |                                          |                                          | Q14                                      |                                          |                                          |
|                                                                        |                                          |                                          |                                          |                                          |                                          |
| Dysplasie fibreuse des os - Syndrome de McCune-Albright                |                                          |                                          | Q13.32                                   | GNAS                                     | Protéine stimulatrice G (Gs)             |
| Épilepsie frontale à crises nocturnes                                  | Dominante                                | 600513                                   | Q13.3                                    | CHRNA4                                   |                                          |
| Déficit immunitaire combiné sévère par déficit en adénosine désaminase | Récessive                                | 102700                                   | q13.11                                   | ADA                                      |                                          |
|                                                                        |                                          |                                          | Q13                                      |                                          |                                          |
|                                                                        |                                          |                                          |                                          |                                          |                                          |
|                                                                        |                                          |                                          |                                          |                                          |                                          |
|                                                                        |                                          |                                          |                                          |                                          |                                          |
|                                                                        |                                          |                                          | Q12                                      |                                          |                                          |
|                                                                        |                                          |                                          |                                          |                                          |                                          |
|                                                                        |                                          |                                          |                                          |                                          |                                          |
| ICF syndrome                                                           | Récessive                                | 222448                                   | q11.2                                    | DNMT3B                                   |                                          |
|                                                                        |                                          |                                          | Q11                                      |                                          |                                          |
|                                                                        |                                          |                                          |                                          |                                          |                                          |
|                                                                        |                                          |                                          |                                          |                                          |                                          |
|                                                                        |                                          |                                          |                                          |                                          |                                          |
|                                                                        |                                          |                                          |                                          |                                          |                                          |
|                                                                        |                                          |                                          |                                          |                                          |                                          |
|                                                                        |                                          |                                          |                                          |                                          |                                          |
|                                                                        |                                          |                                          |                                          |                                          |                                          |
|                                                                        |                                          |                                          |                                          |                                          |                                          |
|                                                                        |                                          |                                          |                                          |                                          |                                          |
|                                                                        |                                          |                                          |                                          |                                          |                                          |
|                                                                        |                                          |                                          |                                          |                                          |                                          |
|                                                                        |                                          |                                          |                                          |                                          |                                          |
|                                                                        |                                          |                                          |                                          |                                          |                                          |
| Bras court                                                             |                                          |                                          |                                          |                                          |                                          |
|                                                                        |                                          |                                          | P11                                      |                                          |                                          |
|                                                                        |                                          |                                          |                                          |                                          |                                          |
|                                                                        |                                          |                                          |                                          |                                          |                                          |
| Syndrome d'Alagille                                                    |                                          |                                          | P12                                      |                                          |                                          |
| Syndrome de Bardet-Biedl                                               |                                          |                                          | P12                                      |                                          |                                          |
| Syndrome de McKusick Kaufman                                           |                                          |                                          |                                          |                                          |                                          |
| Neurodégénerescence associée à la pantothénate kinase                  |                                          |                                          | P12.3                                    |                                          |                                          |
|                                                                        |                                          |                                          |                                          |                                          |                                          |
|                                                                        |                                          |                                          |                                          |                                          |                                          |
|                                                                        |                                          |                                          |                                          |                                          |                                          |
|                                                                        |                                          |                                          |                                          |                                          |                                          |
|                                                                        |                                          |                                          |                                          |                                          |                                          |
|                                                                        |                                          |                                          | P13                                      |                                          |                                          |
|                                                                        |                                          |                                          |                                          |                                          |                                          |
|                                                                        |                                          |                                          |                                          |                                          |                                          |
|                                                                        |                                          |                                          |                                          |                                          |                                          |

## Sources
- (en) Ensemble Genome Browser
- (en) Online Mendelian Inheritance in Man, OMIM (TM). Johns Hopkins University, Baltimore, MD.
- « Dysplasie fibreuse des os - Centre national de référence », sur www.dysplasie-fibreuse-des-os.info (consulté le 26 mars 2018)